# Израитель, Владилен Яковлевич
Владиле́н Я́ковлевич Израите́ль (9 июля 1938, Сухуми — 2 февраля 1995, Нижний Новгород) — советский философ, доктор философских наук, профессор, специалист по научному коммунизму.

## Биография
Родился в еврейской семье. Окончил философский факультет МГУ. В 1968 защитил кандидатскую диссертацию по специальности «научный коммунизм» по теме «Особенности и тенденции некапиталистического развития на африканском континенте». В 1980 защитил докторскую диссертацию по теме «Проблема формационного анализа общественного развития». С 1980 заведующий кафедрой научного коммунизма, с 1990 заведующий кафедрой политологии, с 1995 заведующий кафедрой гуманитарных и социальных наук Горьковского института инженеров водного транспорта (затем Нижегородского института инженеров водного транспорта). Занимался исследованиями формационного анализа и классификации общественных переходных и промежуточных типов в историческом процессе, дал анализ общинных отношений и социальной эволюции. 
Похоронен на Бугровском кладбище.

## Семья
- Жена — Лариса Васильевна Кириенко.
  - Сын — Сергей Владиленович Кириенко (род. 1962)[2].

## Публикации
- Проблемы формационного анализа общественного развития. Горький, 1975;
- Община и тенденции социального развития. М., 1983;
- Теория общественно-экономических формаций и исторический процесс. М., 1983;
- Социальная система: проблемы типологии. Горький, 1985.